# Uppsala Conflict Data Program
Das Uppsala Conflict Data Program (UCDP) ist ein wissenschaftliches Projekt zur Erhebung und Verarbeitung von mehrheitlich quantitativen Daten zu gewaltsamen Konflikten seit 1946. Das Projekt ist Teil der Abteilung Friedens- und Konfliktforschung der Universität Uppsala und wird in Zusammenarbeit mit dem Peace Research Institute Oslo (PRIO) und dem Stockholm International Peace Research Institute (SIPRI) herausgegeben.

## Geschichte
Mitte der 80er Jahre wurde das Programm von Professor Peter Wallensteen als „Conflict Data Project“ an der Universität Uppsala gegründet. Im Jahr 1988 erschien im SIPRI yearbook des Stockholm International Peace Research Institutes eine erste Veröffentlichung der erhobenen Daten. Im Jahr 2004 veröffentlichte das Programm dann eine globale Datenbank mit dem Namen „Conflict Encyclopedia“, welche die quantitativen und qualitativen Daten zu militärischen Konflikte im Rahmen eines interaktiven Dashboards mit integriertem Datenexport zur Verfügung stellte.
Die Zusammenarbeit mit dem Peace Research Institutes Oslo (PRIO) und dem Stockholm International Peace Research Institute (SIPRI) ermöglichte die Erweiterung der Datenbank durch historische Daten bis ins Jahr 1946. Jährlich erscheint ein Bericht, der die neuesten Daten enthält und in diversen wissenschaftlichen Journals abgedruckt wird. Außerdem gibt es inzwischen kleinere Datenbanken, die besonderes Augenmerk auf einzelne Kontinente legen. Die Daten werden regelmäßig erneuert.

## Definitionen
Das theoretische Fundament der Datenerhebung bilden die Definitionen der zu untersuchenden gewaltsamen Phänomene. Die Definitionen und Typisierungen spiegeln sich schlussendlich auch in der Codierung der quantitativen Indikatoren des Datensatzes wider.
Eine grundlegende Definition umfasst die Unterscheidung zwischen bewaffnetem Konflikt und Krieg. Ein bewaffneter Konflikt liegt demnach vor, wenn mindestens zwei Akteure nicht miteinander vereinbare Interessen haben, zu deren Durchsetzung bewaffnete Kräfte („armed forces“) eingesetzt werden, die innerhalb des letzten Jahres mindestens 25 Todesopfer fordern. Ein Krieg beinhaltet ebenfalls den Interessenskonflikt zwischen mindestens zwei Akteuren, wird allerdings erst ab 1000 Todesopfern pro Jahr als solcher bezeichnet. Zur Kategorisierung wird zudem zwischen staatlichen und nichtstaatlichen bewaffneten Konflikten unterschieden.
Des Weiteren werden vier Arten von militärischen Konflikten festgelegt:
1. Zwischenstaatliche Konflikte: Gewalt zwischen mindestens zwei Staaten;
2. Innerstaatliche Konflikte: Gewalt innerhalb einer Staates zwischen Regierung und mindestens einer nicht-staatlichen bewaffneten Gruppierung;
3. Internationalisierte, innerstaatliche Konflikte: Gewalt innerhalb eines Staates, bei dem sowohl staatliche als auch nicht-staatliche Kräfte militärische Unterstützung aus dem Ausland erhalten;
4. Extra-systemische Konflikte: Gewalt zwischen nicht-staatlichen Akteuren und Regierungen, außerhalb des eigenen Staatsgebietes. Umfasst hauptsächlich Kolonialkriege (der letzte, so bezeichnete Konflikt endete 1974).

Die sogenannte „Einseitige Gewalt“ bezeichnet den Einsatz militärischer Gewalt eines Staates oder einer Organisation gegen Zivilpersonen. Zu dieser Kategorie zählen beispielsweise Terroranschläge. Die Definition des UCDPs wird inzwischen auch von anderen Organisationen verwendet und ist zu einem Standard bei der Untersuchung und Analysierung von Konflikten geworden.

## Organisation

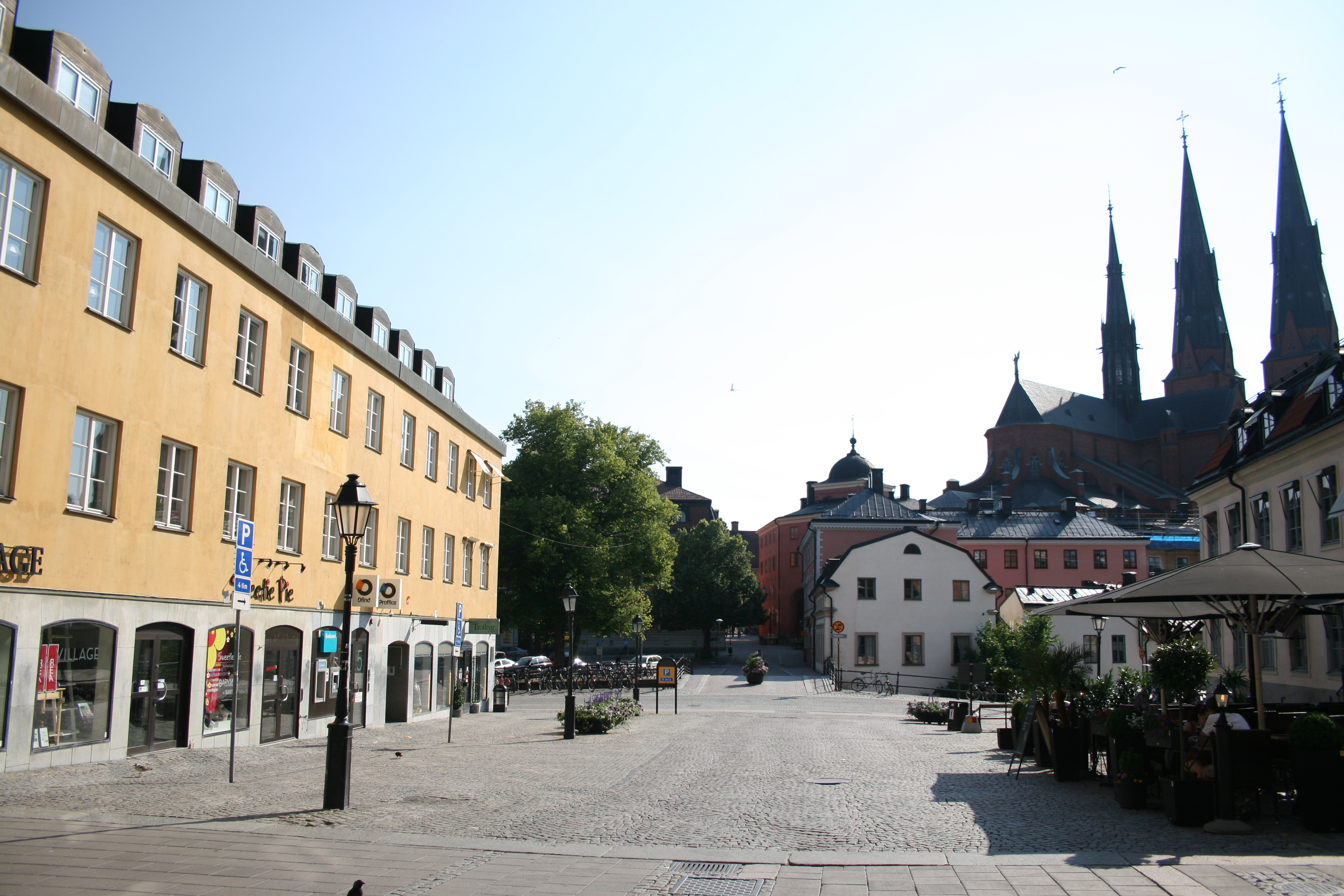
Links ist die Zentrale des UCDPs zu erkennen.

Das Programm ist am Department of Peace and Conflict Research der Universität Uppsala beheimatet und wird aktuell von Professor Magnus Öberg geleitet (Stand: Januar 2024). Das Projekt beschäftigt circa 15 Angestellte, die hauptsächlich als wissenschaftliche Mitarbeiter oder Analysten beschäftigt sind. Auch Studierende nehmen am UCDP teil.

## Partnerschaften
Das UCDP wird von der Universität Uppsala in Partnerschaft mit dem Peace Research Institute Oslo (PRIO) betrieben. Außerdem gibt es eine enge Zusammenarbeit mit dem Human Security Report Project. Auch das Stockholm International Peace Research Institut zählt zu den Unterstützern und Partnern von UCDP. Im Jahrbuch des Institutes erscheinen seit 1988 die Daten des UCDP Projektes.

## Daten
Auf der Internetseite des Uppsala Conflict Data Program lassen sich hauptsächlich folgende Informationen finden:
- die absolute Anzahl militärischer Konflikte in aller Welt/Jahr
- die Länder, die über einen beliebigen Zeitraum zwischen 1946 und 2016 in militärische Konflikte verwickelt waren
- die Anzahl der Toten/Jahr in einem Land und der Verteilung auf die verschiedenen Arten eines militärischen Konflikts
- die Anzahl der Toten in Folge militärischer Konflikte weltweit für die Jahre 1989 bis 2012
- die geographische Verteilung der Todesfälle innerhalb von Ländern

### Die wichtigsten Kennzahlen 1976–2016
Zu Gunsten der Übersichtlichkeit werden hier die Daten des UCDPs in 5-Jahres-Abständen wiedergegeben:
|      | Anzahl staatlicher militärischer Konflikte | Anzahl nicht-staatlicher Konflikte | Anzahl der Fälle Einseitiger Gewalt | Tote staatlicher Konflikt | Tote nicht-staatlicher Konflikt | Tote einseitige Gewalt |
| ---- | ------------------------------------------ | ---------------------------------- | ----------------------------------- | ------------------------- | ------------------------------- | ---------------------- |
| 1976 | 30                                         | nicht angegeben                    | n. a.                               | n. a.                     | n. a.                           | n. a.                  |
| 1981 | 41                                         | n. a.                              | n. a.                               | n. a.                     | n. a.                           | n. a.                  |
| 1986 | 44                                         | n. a.                              | n. a.                               | n. a.                     | n. a.                           | n. a.                  |
| 1991 | 52                                         | 22                                 | 33                                  | 70.309                    | 3.974                           | 8.981                  |
| 1996 | 41                                         | 22                                 | 36                                  | 28.206                    | 4.250                           | 39.469                 |
| 2001 | 39                                         | 36                                 | 30                                  | 22.430                    | 5.008                           | 7.463                  |
| 2006 | 33                                         | 29                                 | 28                                  | 19.865                    | 3.246                           | 4.421                  |
| 2011 | 38                                         | 41                                 | 23                                  | 23.088                    | 6.752                           | 5.790                  |
| 2016 | 50                                         | 60                                 | 21                                  | 87.018                    | 9.034                           | 6.278                  |

### Deutschland im UCDP
In Deutschland zählt die Universität Uppsala 20 Tote im Zeitraum von 1989 bis 2016. Ein Todesfall ereignet sich am 2. Juli 1989 als ein britischer Soldat bei einem Autobombenanschlag getötet wird. Die IRA bekennt sich dazu, sodass der Todesfall dem militärischen Konflikt Großbritannien-IRA zugeordnet werden kann. Ebenfalls zu diesem Konflikt zählt zwei weitere Todesfälle aus dem Oktober 1989 und die Ermordung zweier britischer Soldaten in Dortmund am 1. Juni 1990. Am 17. September 1992 werden vier kurdische Aktivisten in Wilmersdorf erschossen. Die Fäden zog der iranische Geheimdienst, also zählten diese Todesfälle zum Konflikt Kurden-Iran. Die anderen Todesfälle ereigneten sich am 16. Dezember 2016 beim Anschlag auf den Berliner Weihnachtsmarkt. Dieser terroristische Anschlag gehört zur einseitigen Gewalt eines Staates oder einer Organisation gegen Zivilisten.